# Status Quo
Status Quo é uma banda de rock britânica formada em 1962. Sua formação clássica nos anos 1960 e 1970 tinha  Francis Rossi (guitarra, vocal), Alan Lancaster (baixo, vocal), Rick Parfitt (guitarra, vocal), John Coghlan (bateria) e com entrada no ano de 1977, Andy Bown (teclado, piano e vocal).  O primeiro single da banda foi "Pictures Of Matchstick Men", de 1968, tendo sido um grande sucesso que impulsionou sua carreira.
No entanto, a partir da década de 1970, a banda mudou seu estilo psicodélico para o hard rock impressionando os fãs com cabelos longos e vestimentas simples, substituindo os cabelos curtos (estilo Beatles) e as roupas extravagantes.
Em 1971, a banda lançou dois novos álbuns: Dog Of Two Head e Piledriver que obtiveram muito sucesso. O primeiro álbum contém o clássico da banda Railroad e o álbum Piledriver contém mais sucessos como: Big Fat Mama e Dont Waste My Time.
Entre os anos de 1971 e 1976, os vários álbuns lançados não fugiam muito do ritmo de boogie rock imortalizado pela banda, que não foi abandonado até os dias atuais. Por repetirem somente esse tipo de ritmo, a banda já foi comparada ao AC/DC pelo som único e característico. Tal "fórmula secreta" possibilitou o lançamento de grandes sucessos como: Caroline (Hello, 1973), Backwater (Quo, 1975), Down Down (On The Level, 1975) e Mystery Song (Blue For You, 1976).
Porém, surpreendente, a banda inovou no ano de 1977 com o novo integrante Andy Bown (tecladista, pianista e cantor) e com o mais famoso álbum da banda: Rocking All Over The World. O álbum conta com o cover da música Rocking All Over The World de John Fogerty, que acabou se tornando um hit marcante para a banda. Além dessa faixa, há a presença de outras canções marcantes como Dirty Water e Hold You Back.
Os anos entre 1978 e 1982 foram marcados pela sequência com novos álbuns e bons hits como: Again Again (If You Can't Stand The Heat, 1978), o grande sucesso Whatever You Want (Whatever You Want, 1979), What You're Proposing (Just Supposin', 1979) etc. Entretanto, desde 1976, os membros da banda Rick Parfitt e Francis Rossi passaram a sofrer com problemas relacionados ao vício com álcool e cocaína. Tais problemas começaram a afastar os dois membros de Alan Lancaster e John Coghlan. Em 1982, depois da preferência de Francis Rossi a mudar o estilo de som da banda para um meio pop rock e disco, o baterista original John Coghlan se retirou da banda.
Em 1984, a a banda substitui o antigo e original baterista pelo baterista Pete Kircher e deram início a chamada "The End Of The Road Tour". Essa turnê é conhecida pelo clássico show em Milton Keynes. Após essa turnê, a banda abriu o festival Live Aid em 1985, com um ótimo setlist, composto por Caroline, Dont Waste My Time e Rocking All Over The World. Além do peso dessa aparição, esse show foi o último show de Alan Lancaster na banda, já que deixou a formação original após a aparição.
Após a saída de Alan, a banda repensou a formação e contratou John Rhino (baixista) e Jeff Rich (baterista). Em 1986, lançam o álbum In The Army Now, que contou com o cover single de mesmo nome, que fez um grande sucesso garantindo uma nova sonoridade à banda. Essa formação rendeu até 1996 diversos hits como: In The Army Now, Burning Bridges (Ain't Complaining, 1987) e Anniversary Waltz. A banda é conhecida desde a formação original pela sua eficácia nos palcos, dentre essa configuração (após 1986), os setlists dos shows foram sempre compostos por clássicos da banda e por medleys. Dentre os anos de 1996 e 2000 houve uma pausa do estúdio e dos palcos. 
Virando o milênio eles voltam a todo vapor com novas turnês e álbuns até o ano de 2006, no qual lançaram o álbum In Search Of The Fourth Chord (uma clara brincadeira com relação às críticas dirigidas ao estilo de música da banda que sempre se baseou, em sua maioria, em três acordes). Nesse ano, o single Beginning Of The End fez um grande sucesso reacendendo a fama do grupo. Apesar da boa temporada, o membro Rick Parfitt passou a sofrer mais recorrentemente de problemas cardíacos que já faziam parte de sua rotina há muito tempo.
Em 2014, a banda retoma para uma pequena turnê sua configuração original (anterior ao ano de 1977), ou seja, Alan Lancaster, Francis Rossi, Rick Parfitt e John Coghlan (o chamado The Frantic Four) estavam de volta com todo o vapor. As apresentações contaram com o apoio dos fãs e tiveram em média a duração de uma hora e meia de clássicos originais da banda (nenhuma música da formação posterior ao ano de 1986 foi tocada). A turnê foi um sucesso fechando com chave de ouro a última apresentação da formação original da banda.
Após um tempo de recesso, a banda retorna com uma turnê acústica engatada com apresentações normais (com guitarra, baixo, piano etc). No entanto, na passagem da banda pela Espanha, o guitarrista base Rick Parfitt sofreu um infarto que ocasionou a sua morte em 24 de dezembro de 2016. Mesmo com o triste ocorrido, Francis Rossi decidiu continuar com a turnê substituindo Rick definitivamente por Richie Malone que configura a banda até os dias atuais. Além disso, em 2019 um novo álbum é lançado: Backbone. O álbum não teve tanto sucesso, porém conseguiu emplacar a música Liberty Lane como um pequeno hit.
Em 2021, o baixista Alan Lancaster faleceu devido a um câncer nos ossos. Francis Rossi foi criticado pela sua frieza, tanto com relação a morte de Alan como a de Rick. Especificamente com relação à Rick Parfitt, Francis afirmou que apesar de sua amizade e sentimento de fraternidade, não derramou uma lágrima pelo companheiro afirmando que é seu jeito de ser.
No ano de 2023, Francis iniciou uma turnê própria chamada "Tunes And Chat Tour" onde toca guitarra com um parceiro em locais pequenos e modestos, onde promove um contato mais direto com seus fãs.
Dentre os anos de 2019 e 2024, a banda se manteve ativa e unida recebendo críticas e incentivos dos fãs. Enquanto uns afirmam que é necessário continuar, outros dizem que está na hora da banda parar há muito tempo.
Em 2024, a banda se apresenta na sua última turnê confirmada por Francis Rossi e Andy Bown.
Em 2025, os fãs ainda poderão curtir os sucessos da banda com mais uma turnê solo de Francis "Tunes And Chat Tour 25", que ainda não foi esclarecida se é o último trabalho de Francis.
Apesar do início do fim, é relevante notar os mais de 60 anos de carreira, nos quais já lançaram 32 discos de estúdio e colocaram mais de 60 singles nas paradas musicais do Reino Unido, com destaque para "Down Down",  What You're Proposing", "In the Army Now", "The Anniversary Waltz - Part One" e "Come on You Reds". Além disso, é válido ressaltar exemplos de colaborações da banda com outros grupos e artistas como: Queen, Roger Taylor, The Beach Boys, Brian May, The Band Aid etc.
Status Quo sempre será lembrada como uma banda que conseguiu fazer muito com a simplicidade de seus arranjos musicais, sua influência é inesquecível e seu trabalho estará marcado por toda eternidade.

## Integrantes

### Atuais
- Francis Rossi – guitarra, vocal (1962–presente)
- Andy Bown – teclado, guitarra, harmônica, vocal (1976–presente)
- John "Rhino" Edwards – baixo, guitarra, vocal (1985–presente)
- Leon Cave – bateria, percussão (2013–presente)

com
- Richie Malone – guitarra, vocal (2016–presente)

### Ex-integrantes
- Alan Lancaster – baixo, vocal (1962–1985; reunião - 2013–2014)
- Jess Jaworski – teclado (1962–1964; morreu em 2014)
- Alan Key – bateria (1962)
- John Coghlan – bateria (1962–1981; reunião - 2013–2014)
- Roy Lynes – keyboards, vocal (1964–1970)
- Rick Parfitt – guitarra, vocal (1967–2016; morreu em 2016)
- Pete Kircher – bateria (1982–1985)
- Jeff Rich – bateria (1985–2000)
- Matt Letley – bateria, percussão (2000–2013)

## Discografia

### Álbuns de estúdio
| Ano  | Álbum                                                   | Posições nas paradas musicais britânicas | Certificações de vendas no Reino Unido |
| ---- | ------------------------------------------------------- | ---------------------------------------- | -------------------------------------- |
| 1968 | Picturesque Matchstickable Messages from the Status Quo | -                                        |                                        |
| 1969 | Spare Parts                                             | -                                        |                                        |
| 1970 | Ma Kelly's Greasy Spoon                                 | -                                        |                                        |
| 1971 | Dog of Two Head                                         | -                                        |                                        |
| 1972 | Piledriver                                              | #5                                       |                                        |
| 1973 | Hello!                                                  | #1                                       | Ouro                                   |
| 1974 | Quo                                                     | #2                                       | Ouro                                   |
| 1975 | On the Level                                            | #1                                       | Ouro                                   |
| 1976 | Blue for You                                            | #1                                       | Ouro                                   |
| 1977 | Rockin' All Over the World                              | #5                                       | Ouro                                   |
| 1978 | If You Can't Stand the Heat                             | #3                                       | Ouro                                   |
| 1979 | Whatever You Want                                       | #3                                       | Ouro                                   |
| 1980 | Just Supposin'                                          | #4                                       | Ouro                                   |
| 1981 | Never Too Late                                          | #2                                       | Ouro                                   |
| 1982 | 1+9+8+2                                                 | #1                                       | Ouro                                   |
| 1983 | Back to Back                                            | #9                                       | Ouro                                   |
| 1986 | In the Army Now                                         | #7                                       | Ouro                                   |
| 1988 | Ain't Complaining                                       | #12                                      | Ouro                                   |
| 1989 | Perfect Remedy                                          | #49                                      | Prata                                  |
| 1991 | Rock 'Til You Drop                                      | #10                                      |                                        |
| 1994 | Thirsty Work                                            | #13                                      |                                        |
| 1996 | Don't Stop                                              | #2                                       | Ouro                                   |
| 1999 | Under the Influence                                     | #26                                      |                                        |
| 2000 | Famous in the Last Century                              | #19                                      |                                        |
| 2002 | Heavy Traffic                                           | #15                                      | Prata                                  |
| 2003 | Riffs                                                   | #32                                      |                                        |
| 2005 | The Party Ain't Over Yet                                | #18                                      |                                        |
| 2007 | In Search of the Fourth Chord                           | #15                                      |                                        |
| 2011 | Quid Pro Quo                                            | #10                                      | Prata                                  |
| 2013 | Bula Quo!                                               | #10                                      |                                        |
| 2014 | Aquostic: Stripped Bare                                 | #5                                       | Ouro                                   |
| 2016 | Aquostic II: That's a Fact!                             | #7                                       |                                        |

### Coletâneas
| Ano  | Álbum                                           | Posições nas paradas musicais britânicas | Certificações de vendas no Reino Unido |
| ---- | ----------------------------------------------- | ---------------------------------------- | -------------------------------------- |
| 1980 | 12 Gold Bars                                    | #3                                       | Platina                                |
| 1984 | From the Makers of                              | #4                                       | Ouro                                   |
| 1984 | 12 Gold Bars Vol. 2                             | #12                                      | Ouro                                   |
| 1990 | Rocking All Over the Years                      | #2                                       | 2× Platina                             |
| 1997 | Whatever You Want - The Very Best of Status Quo | #13                                      | Ouro                                   |
| 2004 | XS All Areas - The Greatest Hits                | #16                                      | Ouro                                   |
| 2008 | Pictures - 40 Years of Hits                     | #8                                       | Ouro                                   |

### Álbuns ao vivo
| Ano  | Álbum | Posições nas paradas musicais britânicas | Certificações de vendas no Reino Unido |
| ---- | --- | ---------------------------------------- | -------------------------------------- |
| 1977 | Live | #3                                       | Ouro                                   |
| 1984 | Live at the N.E.C. (originalmente disponível em um conjunto de 3 LPs, "From the Makers of...", o qual foi lançado em 1982) | #4                                       |                                        |
| 1992 | Live Alive Quo | #37                                      |                                        |